# Durée maximale d'interruption admissible
Pour les articles homonymes, voir Recovery (homonymie).
La durée maximale d'interruption admissible (DMIA, parfois DIMA) est l'expression de besoin de disponibilité des différents métiers ou services, dans une organisation. Elle est aussi appelée le DIMA pour délai d'indisponibilité maximal autorisé ou admissible.
En anglais, le terme correspondant est le MTPD (maximum tolerable period of disruption). Le MTPD apparait dans le British Standard 25999-2:2007 qui indique (traduction) : définir les recovery time objectives (RTO) pour la reprise des activités critiques à l'intérieur de leur MTPD.
La DMIA est donc un délai de base pour la définition des RTO ; ce dernier terme, plus connu, est généralement utilisé tel quel, sans traduction, dans les directions des systèmes d'information en France, il est utilisé dans la mise en place d'un Plan de Reprise d'activité (PRA) ou plans de continuité d'activité (PCA), de même que le PDMA (ou RPO) , qui permettent d'orienter l'entreprise sur son choix de PRA.
C'est à partir de la DMIA que les organisations définissent les solutions de secours de leur système d'information (SI) pour les cas de scénarios de catastrophe majeure. Néanmoins, certaines organisations utilisent la DMIA, comme base, pour définir également le délai de reprise maximal en cas d'incident de production (ou d'exploitation) sur leur système d'information.

## RTO
Le terme recovery time objective (RTO) apparait dans le document Special Publication 800-34 du NIST de juin 2002 (révision 1 publiée en mai 2010).
Le RTO est un objectif. Pour l'atteindre, de nombreuses organisations définissent des solutions types en fonction des délais de reprise attendus.

## RPO
Le RTO est considéré en conjonction avec le recovery point objective (RPO) qui quantifie la capacité de reprise sur sauvegarde de la ressource. L'ensemble permet de déterminer le temps total d'interruption d'une ressource après un incident majeur.

## Décomposition du mécanisme de reprise

Pertes de données maximales admissibles et durée maximale d'interruption admissible

Ce délai d'interruption de service se décompose en :
- délai de détection de l'incident
- délai de décision du passage en secours (s'il n'est pas automatique)
- délai de mise en œuvre des procédures de secours (aiguillage réseau, restauration des données...)
- délai de contrôle + relance de l'application

La somme de ces délais doit en théorie être inférieure au RTO.